# Uproxx
Uproxx é um site de notícias de entretenimento e cultura popular. Foi fundado em 2008 por Jarret Myer e Brian Brater, e adquirido pela Woven Digital (mais tarde renomeada Uproxx Media Group) em 2014. O público-alvo do site são homens de 18 a 34 anos. Foi adquirido pela Warner Music Group em agosto de 2018, com Myer e o CEO Benjamin Blank permanecendo no controle das operações da empresa.

## História
O Uproxx foi fundado em 2008 por Jarret Myer e Brian Brater. Os dois também fundaram a gravadora de hip hop Rawkus Records em 1996 e a empresa de mídia do YouTube Big Frame em 2011. Uproxx era inicialmente uma rede de blogs e formada quando os fundadores fizeram parceria com os proprietários de outros blogs, incluindo a aquisição de With Leather e FilmDrunk da Fat Penguin Media fundador Ryan Perry, que mais tarde assinou como diretor criativo.
O Uproxx foi adquirido pela Woven Digital em abril de 2014. Myer ingressou na Woven como gerente-geral de publicação.
Em dezembro de 2014, a Woven levantou US$ 18 milhões em financiamento da Série A. Uma parte do capital foi alocada para o crescimento do Uproxx por meio de contratações de funcionários e desenvolvimento de vídeos, incluindo novas webséries. O Uproxx adquiriu a Dime Magazine em janeiro de 2015 para expandir a divisão de esportes do site.